# Muszlim ibn al-Haddzsádzs
Abu l-Huszajn Muszlim ibn al-Haddzsádzs al-Kusajri an-Najszábúri (arab betűkkel أبو الحسين مسلم بن الحجاج القشيري النيسابوري – Abū l-Ḥusayn Muslim ibn al-Ḥaǧǧāǧ al-Qušayrī an-Naysābūrī; Nisápúr, 817 vagy 821 – Nisápúr, 875), röviden Muszlim arab hadísztudós, a szunnita iszlám legfontosabb hagyománygyűjteményei egyikének szerzője volt.
A muszlim vallási tradíciók egyik legkiemelkedőbb tudósa volt. Perzsiából származott, s kora többi hadísz (tradíció) tudósához hasonlóan beutazta az egész kalifátust egyrészt azért, hogy felkutassa az addig még ismeretlen hadíszokat, másrészt kötelező volt annak a szájából hallani és lejegyezni, aki a hagyományozók láncának végén állt, mivel csak így számított hitelesnek a hagyomány.
Nagy hadísz-művének címe asz-Szahíh („A helyes”, „Az eredeti”), s megegyezik kortársa, Muhammad ibn Iszmáíl al-Buhári hasonló munkájának címével (a kettőt úgy is szokás említeni, hogy asz-Szahíháni, azaz a „A két Szahíh”), s a Korán után a legfontosabb hat kanonikus hadísz-mű („a hat könyv”) közül a legnagyobb tiszteletnek örvend Buhári munkája mellett, amelytől több vonatkozásában is eltér. Egyrészt Muszlim munkájának sajátsága, hogy ugyanarról a hagyományról több változatot is összegyűjt, másrészt Muszlim életében nem rendezte az összegyűjtött hatalmas anyagot, ez a munka tanítványaira hárult. Emiatt nem látta el az egyes hadíszokat saját megjegyzéseivel, amelyek pedig oly értékesek néhány évvel idősebb társánál. Mindenképp Muszlim mellett szól a szigorúbb kritikai eljárás, amely kritika természetesen csak a hadísz-láncokban szereplő hagyományozók szavahihetőségének és a hagyományozás egyéb körülményeinek megítélése irányul, s a tartalmi szempontokkal sokkal elnézőbb: nyugodtan hitelesnek fogad el például Baszrára és Kúfára vonatkozó hagyományokat, pedig e városokat csak Mohamed próféta halála után alapították. A műhöz a nagy vallástudós, Navavi írt kommentárokat, amelyek különösen fontosak a muszlim teológia és jogtudomány (fikh) tanulmányozása szempontjából.